# Hyperspace (Beck)
Hyperspace är den amerikanska musikern Becks fjortonde album. Albumet släpptes den 22 november 2019. På albumet medverkar Beck med Pharrel Williams.

## Låtlista
Alla låtar skrevs av Beck och Pharrel Williams, om inget annat anges.
1. "Hyperlife" - 1:36
2. "Uneventful Days" - 3:17
3. "Saw Lightning" - 4:01
4. "Die Waiting" (Beck, Kossiko Konan, Cole M. Greif-Neill) - 4:04
5. "Chemical" - 4:18
6. "See Through" (Beck, Greg Kurstin) - 3:38
7. "Hyperspace" (Beck, Williams, Terrel Hines) - 2:45
8. "Stratosphere" (Beck) - 3:57
9. "Dark Places" - 3:45
10. "Star" (Beck, Paul Epworth) - 2:50
11. "Everlasting Nothing" - 4:59